# チベタン・キー・アプソ
チベタン・キー・アプソ（英: Tibetan Kyi-Apso）とは、チベットのカイラシュ山原産の警備用犬種である。別名はビアーデッド・チベタン・マスティフ（英：Bearded Tibetan Mastiff）。別名の通り、チベタン・マスティフとは親戚関係にある。

## 歴史
チベタン・マスティフと同じくらい古くから存在していた古代犬種で、カイラシュ山の高原で飼育されていた。主に家や財産を泥棒から守る警備犬として使われていて、原産地では非常に重宝されていた。又、ダライ・ラマ13世の愛犬として飼われていたこともあり、チベット内では「聖なる犬」として崇められる存在である。
チベタン・キー・アプソがチベット外に出されたのは1970年代で、アメリカ合衆国に雌2頭と雄1頭が輸出された。これを基礎に海外でもブリーディングが行われ、時々原産地から本種を取り寄せて遺伝子プールの改善も行われた。現在原産地では希少化が進んでいるが、輸出が行われたアメリカやそこから輸出が行われた国の本種の数は頭数を増やしつつあり、アメリカでは犬種クラブも設立された。これによる更なるブリーディングの促進と知名度の向上を目的とした普及活動も広く行われている。然し、まだ総合の頭数は少なく珍しい犬種の一つであることに変わりはない。

## 特徴
ぼさぼさしたラフコートが目立つ犬種で、顔はひげづらである。垂れ耳には流れるような長めの飾り毛があり、巻き尾はふさふさしている。がっしりした体格だが、脚は長い。ゲイト（歩様）は変わっていて、体を左右に揺らしてスキップするように歩く。毛色はブラックの地色にホワイトのマーキングかあるものである。体高65cm前後、体重36kg前後の大型犬で、性格は忠実で知的だが頑固で独立心と防衛本能が強い一面もある。又、吠え声が大きいので集合住宅での飼育は不可能である。飼育の際はしっかりとした訓練を行う必要があるが、初心者はドッグトレーナーに任せるのが良い。

## 参考
『デズモンド・モリスの犬種事典』デズモンド・モリス著書、福山英也、大木卓訳 誠文堂新光社、2007年